# Ahmad Tejan Kabbah

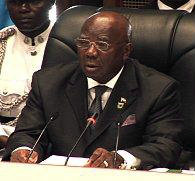
Ahmad Tejan Kabbah

Alhaji Ahmad Tejan Kabbah (Pendembu (Eastern (Sierra Leone)), 16 februari 1932 – Freetown, 13 maart 2014) was een Sierra-Leoons politicus. Van 1996 tot 1997 en van 1998 tot 2007 was hij president van Sierra Leone.

## Biografie
Kabbah groeide op in een vroom moslimgezin, maar bezocht een rooms-katholieke middelbare school in Freetown en trouwde met de katholieke Patricia Tucker, met wie hij vijf kinderen kreeg. Hij studeerde economie in Wales en werkte als districtscommissaris voor de koloniale overheid in een aantal regio's van zijn land. Vervolgens bekleedde hij hoge posten op diverse ministeries. In de jaren-1970 en -1980 was hij verbonden aan het ontwikkelingsprogramma van de Verenigde Naties UNDP, dat hij vertegenwoordigde in landen als Lesotho, Tanzania, Oeganda en Zimbabwe. Ook op het hoofdkwartier van de VN in New York had hij hoge posities.
In 1992 keerde hij terug naar zijn land, waar net een burgeroorlog was uitgebroken en het leger de macht had overgenomen. Kabbah werd benoemd in de Nationale Adviesraad, een soort noodparlement dat ook een nieuwe grondwet moest schrijven. Begin 1996 werd hij gekozen tot leider van de Volkspartij (SLPP), voor welke partij hij de presidentsverkiezingen won met bijna 60% van de stemmen. Hij was de eerste moslim die regeringsleider werd in Sierra Leone.
De voortdurende burgeroorlog met het RUF leidde in mei 1997 tot een staatsgreep, en president Kabbah zat tien maanden in Guinee terwijl een militaire junta zijn land regeerde. In maart 1998 greep een legermacht van Nigeria en andere West-Afrikaanse landen onder de vlag van ECOWAS in en herstelde de constitutionele regering.
Kabbah onderhandelde met de leider van de RUF Foday Sankoh om een einde te maken aan de guerrilla, maar de akkoorden die hij sloot werden keer op keer niet nagekomen. Intussen werd de strijd steeds bloediger en gingen de rebellen over tot het op grote schaal amputeren van ledematen. Op de achtergrond speelden bloeddiamanten en de president van buurland Liberia Charles Taylor een macabere rol. In 2000 riep Kabbah het Verenigd Koninkrijk te hulp. Britse troepen rolden de RUF op en in januari 2002 was de oorlog voorbij. Kabbah werd in september dat jaar met 70% van de stemmen herkozen voor een tweede termijn. In 2005 droeg hij de leiding van de People's Party over aan vicepresident Solomon Berewa, die hij in 2007 ook naar voren schoof als zijn gewenste opvolger. Maar de kiezers beslisten anders. Oppositiekandidaat Ernest Bai Koroma, in 2002 de verliezer van Kabbah, versloeg namens de Congrespartij op 8 september de regeringspartij. Op 15 november 2007 droeg Kabbah de macht over en trok zich terug uit het openbare leven.
Kabbah overleed in 2014 op 82-jarige leeftijd. Hij kreeg een staatsbegrafenis en er werd een week van nationale rouw afgekondigd.